# Idol 2007
Idol 2007 var namnet på TV-programmet Idols fjärde säsong i Sverige. Premiären sändes den 4 september 2007 och avslutades med en stor final i Globen den 7 december 2007. Programledare under auditionturnén, slutaudition och kvalveckan var Carolina Gynning och Carina Berg, medan Peter Jihde tog över programledarrollen under veckofinalerna. Under veckofinalerna hölls det även två systerprogram till Idol; "Idol Halvtid" och "Idol Eftersnack", som sändes på TV400 med Hannah Graaf och Doreen Månsson som programledare.
Till 2007 år säsong valde Claes af Geijerstam att lämna juryn, men han återkom som juryns "jury" i en av fredagsfinalerna. Kvar från originaljuryn var således Kishti Tomita, Daniel Breitholtz och Peter Swartling.
Att Idol skulle komma tillbaka till 2007 meddelades i finalen av 2006 års final. Som vanligt hade man en auditionturné under våren 2007 besökte Göteborg, Skellefteå, Malmö, Borlänge och Stockholm. Turnén pågick mellan april och maj 2007.
Till final gick Marie Picasso och Amanda Jenssen efter utslagningen den 30 november 2007. I finalen framförde finalisterna tre låtar vardera; ett självval, ett som tittarna valt samt vinnarlåten. Vinnarlåten 2007 hette This moment och skrevs av Mårten och Lina Eriksson.. Vinnare blev Marie Picasso som vann med knapp marginal mot tvåan Amanda Jenssen (51,3% av rösterna gick till Marie Picasso). Över 1,6 miljoner röster kom in till programmet under finalen, det är den absolut största siffran i TV4:s historia.
Under veckofinalerna blev de tävlande coachade av Lena Philipsson & Orup samt av Carola Häggkvist. Häggkvist framförde även låten Go tell it on the mountain tillsammans med idolerna och hon tränade dem inför delfinalen. I finalen gästade Kelly Clarkson programmet (första vinnaren i American Idol). Hon framförde låten Because of You. Detta blev också en nyhet i svenska Idol, eftersom det hade inte förekommit i tidigare säsonger.

## Förändringar/nyheter
- Det hölls också en Sista chansen-omgång, för de som inte lyckats/kunnat söka till audition.
- Finalen hölls i Globen och inte i TV4-studion.
- För första gången kom gästartister och coachade de tävlande.

## Kuriosa
- Finalen i Globen samlade ca 13.000 personer i Globen, vilket gjorde det till den final med högst publiksiffra. Det tidigare tittarrekordet hade finalen av Australian Idol med ca 8.000 personer.
- Den 22 december sändes Idol önskar god jul där alla tävlanden i veckofinalerna framförde kända julsånger, inspelat i Kittelfjäll.
- För första gången stod finalen mellan två kvinnliga deltagare (i svenska Idols historia).

## Jury
- Daniel Breitholtz - Sony BMG manager
- Peter Swartling - Musikproducent
- Kishti Tomita - Röstcoach

## Utröstningsschema
Följande tabell är helt eller delvis översatt från Engelska Wikipedia.
| Stadium: | Stadium:           | Kvalveckan | Kvalveckan | Kvalveckan | Kvalveckan | Kvalveckan | Veckofinalerna | Veckofinalerna | Veckofinalerna | Veckofinalerna | Veckofinalerna | Veckofinalerna | Veckofinalerna | Veckofinalerna | Veckofinalerna | Veckofinalerna |  |  |
| Datum:   | Datum:             | 24/9       | 25/9       | 26/9       | 27/9       | 28/9       | 5/10           | 12/10          | 19/10          | 26/10          | 2/11           | 9/11           | 16/11          | 23/11          | 30/11          | 7/12           |  |  |
| Plats    | Tävlande           | Resultat   | Resultat   | Resultat   | Resultat   | Resultat   | Resultat       | Resultat       | Resultat       | Resultat       | Resultat       | Resultat       | Resultat       | Resultat       | Resultat       | Resultat       |  |  |
| 1        | Marie Picasso      |            |            |            |            |            |                |                | 3:a            |                |                |                | 3:a            |                |                | Vinnare        |  |  |
| 2        | Amanda Jenssen     |            |            |            |            |            |                |                |                | 2:a            |                |                |                | 2:a            |                | Finalist       |  |  |
| 3        | Andreas Sjöberg    |            |            |            |            |            |                |                |                |                | 3:a            | 3:a            | 2:a            |                | Utröst.        |                |  |  |
| 4        | Daniel Karlsson    |            |            |            |            |            |                |                |                |                |                |                |                | Utröst.        |                |                |  |  |
| 5        | Mattias Andréasson |            |            |            |            |            |                |                | 2:a            | 3:a            | 2:a            | 2:a            | Utröst.        |                |                |                |  |  |
| 6        | Christoffer Hiding |            |            |            |            |            | 3:a            |                |                |                |                | Utröst.        |                |                |                |                |  |  |
| 7        | Sam Hagberth       |            |            |            |            |            |                | 2:a            |                |                | Utröst.        |                |                |                |                |                |  |  |
| 8        | Evelina Sewerin    |            |            |            | 2:a        | WC         | 2:a            |                |                | Utröst.        |                |                |                |                |                |                |  |  |
| 9        | Gathania Holmgren  |            |            |            |            |            |                | 3:a            | Utröst.        |                |                |                |                |                |                |                |  |  |
| 10       | Patrizia Helander  |            |            |            |            |            |                | Utröst.        |                |                |                |                |                |                |                |                |  |  |
| 11       | Anastasia Robool   |            |            |            |            |            | Utröst.        |                |                |                |                |                |                |                |                |                |  |  |
| 12       | Knut Berggren      |            |            | 2:a        |            | Utröst.    |                |                |                |                |                |                |                |                |                |                |  |  |
| 12       | Tamela Hedström    |            |            |            | 2:a        | Utröst.    |                |                |                |                |                |                |                |                |                |                |  |  |
| 12       | Michel Zitron      |            |            | 2:a        |            | Utröst.    |                |                |                |                |                |                |                |                |                |                |  |  |
| 16       | Särla Berntson     |            | Utröst.    |            |            |            |                |                |                |                |                |                |                |                |                |                |  |  |
| 16       | Pär Stenhammar     | Utröst.    |            |            |            |            |                |                |                |                |                |                |                |                |                |                |  |  |

| Kvinnor | Män | Top 11 | Top 16 | Utröstade | Säker/går vidare | Wildcards | Framträdde ej |

## Top 16 till kvalet
- Amanda Jenssen
- Anastasia Roobol
- Andreas Sjöberg
- Christoffer Hiding
- Daniel Karlsson
- Evelina Sewerin
- Gathania Holmgren
- Knut Berggren
- Marie Picasso
- Mattias Andréasson
- Michel Zitron
- Patrizia Helander
- Pär Stenhammar
- Sam Hagberth
- Särla Berntson
- Tamela Hedström

## Kvalveckan
Detta år ändrades kvalets upplägg till en liknande från American Idol. Efter slutauditionen återstod sexton deltagare som delades in i två kill- och tjejgrupper. I veckans två första kvalprogram röstades den som fått minst antal röster ut, därefter fick två av de fem(lotten avgjorde vilka som fick reda på det just den dagen att de hade gått vidare) som hade fått flest röster i de två kvalprogrammen gå direkt till veckofinalerna. I det sista kvalprogrammet fick de kvarvarande veta om de hade gått vidare (från sitt kvalprogram) till veckofinalerna eller inte. De fyra som inte tagit sig vidare fick sjunga om igen, därefter fick den med flest röster gå vidare till veckofinalerna. Juryn fick inte välja ett s.k. "wildcard" det här året. I semifinal 1 och 2 var de som inte är markerade med fetstilt vidare i kvalveckan. I semifinal 3 och 4 var de som inte är markerade med fetstilt ej vidare till finalen. I finalen var de som inte är makerade med fetstilt utslagna ur Idol 2007.

### Kvalprogram 1
Sändes måndagen den 24 september.
1. Pär Stenhammar, 19 år, Stockholm - Let Me Love You (Mario) - utslagen
2. Knut Berggren, 36 år, Stockholm - Baby Baby (Corona)
3. Sam Hagberth, 33 år, Malmö - Purple Rain (Prince)
4. Andreas Sjöberg, 30 år, Malmö - I Want To Break Free (Queen)
5. Michel Zitron, 26 år, Stockholm - Lately (Stevie Wonder)
6. Mattias Andréasson 26 år, Stockholm - Never Again (Justin Timberlake)
7. Christoffer Hiding 21 år, Stockholm - All My Life (K-Ci & JoJo)
8. Daniel Karlsson 26 år, Stockholm - The Scientist (Coldplay)

### Kvalprogram 2
Sändes tisdagen den 25 september.
1. Särla Berntson, 21 år, Stockholm - Break Me, Shake Me (Savage Garden) - utslagen
2. Gathania Holmgren, 21 år, Stockholm - Don't Stop Believing (Journey)
3. Evelina Sewerin, 19 år, Stockholm - One Day in Your Life (Anastacia)
4. Patrizia Helander, 20 år, Stockholm - Hurt (Christina Aguilera)
5. Anastasia Roobol, 18 år, Stockholm - How To Save a Life (The Fray)
6. Amanda Jenssen, 18 år, Lund - Dream a Little Dream of Me (Wayne King)
7. Tamela Hedström, 26 år, Stockholm - The Winner Takes It All (Abba)
8. Marie Picasso, 28 år, Stockholm - I Can't Make You Love Me (Bonnie Raitt)

### Kvalprogram 3
Sändes onsdagen den 26 september.
1. Sam Hagberth - Goodbye My Lover (James Blunt) - finalist
2. Michel Zitron - Jealous Guy (John Lennon)
3. Mattias Andréasson - Again (Lenny Kravitz) - finalist
4. Andreas Sjöberg - Hello (Lionel Richie) - finalist
5. Daniel Karlsson - Grace Kelly (Mika) - finalist
6. Knut Berggren - Will You Still Love Me Tomorrow (Roberta Flack)
7. Christoffer Hiding - Cry Me a River (Justin Timberlake) - finalist

### Kvalprogram 4
Sändes torsdagen den 27 september.
1. Evelina Sewerin -  Too Little Too Late (JoJo)
2. Patrizia Helander - Fairytale Gone Bad (Sunrise Avenue) - finalist
3. Tamela Hedström - Let the Music Play (Shannon)
4. Anastasia Roobol - Only Hope (Switchfoot) - finalist
5. Marie Picasso - The Power of Love (Jennifer Rush) - finalist
6. Gathania Holmgren -  I'm Like a Bird (Nelly Furtado) - finalist
7. Amanda Jenssen - Look What They've Done to My Song (Melanie Safka) - finalist

### Kvalfinalen
Sändes fredagen den 28 september.
1. Michel Zitron - Jealous Guy (John Lennon)
2. Evelina Sewerin -  Too Little Too Late (JoJo) - finalist
3. Knut Berggren - Will You Still Love Me Tomorrow (Roberta Flack)
4. Tamela Hedström - Let the Music Play (Shannon)

## Veckofinalerna

### Vecka 1: One hit wonders
Den första veckofinalen (episod 16) sändes den 5 oktober.
1. Marie Picasso - Baby Love (Mother's Finest)
2. Christoffer Hiding - Baby, I Love Your Way (Big Mountain)
3. Sam Hagberth - She's So High (Tal Bachman)
4. Anastasia Roobol - Sleeping Satellite (Tasmine Archer)
5. Daniel Karlsson - You're the Voice (John Farnham)
6. Evelina Sewerin - The One and Only (Chesney Hawkes)
7. Mattias Andréasson - Would I Lie to You? (Charles & Eddie)
8. Patrizia Helander - Runaway Train (Soul Asylum)
9. Amanda Jenssen - Tainted Love (Soft Cell)
10. Gathania Holmgren - Walking on Sunshine (Katrina & The Waves)
11. Andreas Sjöberg - I Want to Know What Love Is (Foreigner)

Utröstningen:
Listar veckovis de 3 deltagare som erhöll minst antal tittarröster. 
| Datum     | Lägst antal tittarröster | Lägst antal tittarröster | Lägst antal tittarröster |
| 5 oktober | Anastasia Roobol         | Evelina Sewerin          | Christoffer Hiding       |

### Vecka 2: Filmmusik
Den andra veckofinalen (episod 17) sändes den 12 oktober.
1. Andreas Sjöberg - When You Say Nothing At All (Ronan Keating) (Notting Hill)
2. Patrizia Helander - Can't Take My Eyes Off You (Lauryn Hill) (10 orsaker att hata dig)
3. Amanda Jenssen - Lovefool (The Cardigans) (Romeo och Julia)
4. Evelina Sewerin - For Your Eyes Only (Sheena Easton) (Ur dödlig synvinkel)
5. Marie Picasso -  Flashdance...What A Feeling (Irene Cara) (Flashdance)
6. Christoffer Hiding - What a Wonderful World (Louis Armstrong) (Good Morning, Vietnam)
7. Gathania Holmgren - Calleth You, Cometh I (The Ark) (Klassfesten)
8. Daniel Karlsson - Live And Let Die (Paul McCartney) (Leva och låta dö)
9. Sam Hagberth - Respect (Otis Redding/Aretha Franklin) (Forrest Gump)
10. Mattias Andréasson - Your Song (Elton John/Ewan McGregor) (Moulin Rouge!)

Utröstningen:
Listar veckovis de 3 deltagare som erhöll minst antal tittarröster. 
| Datum      | Lägst antal tittarröster | Lägst antal tittarröster | Lägst antal tittarröster |
| 12 oktober | Patrizia Helander        | Sam Hagberth             | Gathania Holmgren        |

### Vecka 3: Hitlåtar
Den tredje veckofinalen (episod 18) sändes den 19 oktober.
1. Daniel Karlsson -  I Don't Feel Like Dancin'  (Scissor Sisters)
2. Marie Picasso -  Big Girls Don't Cry  (Fergie)
3. Amanda Jenssen -  Don't Hate on Me  (Vincent Pontare)
4. Evelina Sewerin -  Apologize  (Timbaland)
5. Andreas Sjöberg -  A Little Bit of Love  (Andreas Johnson)
6. Christoffer Hiding -  Say It Right  (Nelly Furtado)
7. Mattias Andréasson -  Summer Love  (Justin Timberlake)
8. Gathania Holmgren -  Umbrella  (Rihanna)
9. Sam Hagberth -  Tired of Being Sorry  (Enrique Iglesias)

Utröstningen:
Listar veckovis de 3 deltagare som erhöll minst antal tittarröster. 
| Datum      | Lägst antal tittarröster | Lägst antal tittarröster | Lägst antal tittarröster |
| 19 oktober | Gathania Holmgren        | Mattias Andréasson       | Marie Picasso            |

### Vecka 4: Låtar med betydelse
Den fjärde veckofinalen (episod 19) sändes den 26 oktober.
1. Amanda Jenssen -  Born to Run  (Bruce Springsteen)
2. Andreas Sjöberg -  People Get Ready  (Curtis Mayfield and the Impressions)
3. Daniel Karlsson -  Imagine  (John Lennon)
4. Evelina Sewerin -  Faith  (George Michael)
5. Mattias Andréasson -  Heal the World  (Michael Jackson)
6. Sam Hagberth -  Nothing Else Matters  (Metallica)
7. Marie Picasso -  I'll Be There  (Jackson 5)
8. Christoffer Hiding -  It Takes a Fool to Remain Sane  (The Ark)

Utröstningen:
Listar veckovis de 3 deltagare som erhöll minst antal tittarröster. 
| Datum      | Lägst antal tittarröster | Lägst antal tittarröster | Lägst antal tittarröster |
| 26 oktober | Evelina Sewerin          | Amanda Jenssen           | Mattias Andréasson       |

### Vecka 5: Min kärlek
Den femte veckofinalen (episod 20) sändes den 2 november.
1. Mattias Andréasson -  If I Could Turn Back Time  (Cher)
2. Christoffer Hiding -  Something  (The Beatles)
3. Daniel Karlsson -  ...Baby One More Time  (Britney Spears)
4. Marie Picasso -  Always on My Mind  (Elvis Presley)
5. Sam Hagberth -  The Power of Love  (Frankie Goes to Hollywood)
6. Amanda Jenssen -  Baby Can I Hold You  (Tracy Chapman)
7. Andreas Sjöberg -  Is This Love  (Whitesnake)

Utröstningen:
Listar veckovis de 3 deltagare som erhöll minst antal tittarröster. 
| Datum      | Lägst antal tittarröster | Lägst antal tittarröster | Lägst antal tittarröster |
| 2 november | Sam Hagberth             | Mattias Andréasson       | Andreas Sjöberg          |

### Vecka 6: Disco
Den sjätte veckofinalen (episod 21) sändes den 9 november.
1. Christoffer Hiding -  Boogie Wonderland  (Earth, Wind & Fire)
2. Amanda Jenssen -  Disco Inferno  (The Trammps)
3. Andreas Sjöberg -  Upside Down  (Diana Ross)
4. Mattias Andréasson -  This Is It  (Melba Moore)
5. Daniel Karlsson -  I Love to Love  (Tina Charles)
6. Marie Picasso -  Ain't Nobody  (Chaka Khan)

Utröstningen:
Listar veckovis de 3 deltagare som erhöll minst antal tittarröster. 
| Datum      | Lägst antal tittarröster | Lägst antal tittarröster | Lägst antal tittarröster |
| 9 november | Christoffer Hiding       | Mattias Andréasson       | Andreas Sjöberg          |

### Vecka 7: Gospel
Den sjunde veckofinalen (episod 22) sändes den 16 november.
1. Marie Picasso -  How Will I Know  (Whitney Houston)
2. Andreas Sjöberg -  I Still Haven't Found What I'm Looking For  (U2)
3. Mattias Andréasson -  The World's Greatest  (R. Kelly)
4. Daniel Karlsson -  California Dreamin'  (The Mamas and The Papas)
5. Amanda Jenssen -  Suspicious Minds  (Elvis)

Utröstningen:
Listar veckovis de 3 deltagare som erhöll minst antal tittarröster. 
| Datum       | Lägst antal tittarröster | Lägst antal tittarröster | Lägst antal tittarröster |
| 16 november | Mattias Andréasson       | Andreas Sjöberg          | Marie Picasso            |

### Vecka 8: Rock
Den åttonde veckofinalen (episod 23) sändes den 23 november.
Omgång 1
1. Andreas Sjöberg -  Heaven's on Fire (Kiss)
2. Amanda Jenssen -  You Really Got Me  (The Kinks)
3. Marie Picasso -  You Oughta Know  (Alanis Morissette)
4. Daniel Karlsson -  Roxanne  (The Police)

Omgång 2
1. Andreas Sjöberg -  Livin' on a Prayer  (Bon Jovi)
2. Amanda Jenssen -  Just a Girl  (No Doubt)
3. Marie Picasso -  Weak  (Skunk Anansie)
4. Daniel Karlsson -  Livin' on the Edge (Aerosmith)

Utröstningen:
Listar veckovis de två deltagare som erhöll minst antal tittarröster. 
 Eftersom det bara fanns fyra deltagare kvar var det bara två som "hängde löst" 
| Datum       | Lägst antal tittarröster | Lägst antal tittarröster | Lägst antal tittarröster |
| 23 november | Daniel Karlsson          | Amanda Jensen            |                          |

### Vecka 9: Juryns val
Den nionde veckofinalen (episod 24) sändes den 30 november.
Omgång 1, låtar som juryn trodde idolerna skulle göra bra.
1. Marie Picasso -  I Have Nothing  (Whitney Houston)
2. Andreas Sjöberg -  Cryin' (Aerosmith)
3. Amanda Jenssen -  Hallelujah  (Leonard Cohen)

Omgång 2, låtar som juryn trodde skulle bli en utmaning för de tävlande.
1. Marie Picasso -  Maneater  (Nelly Furtado)
2. Andreas Sjöberg -  Conga (Gloria Estefan)
3. Amanda Jenssen -  No One  (Alicia Keys)

Utröstningen:
Listar veckovis den deltagare som erhöll minst antal tittarröster
| Datum       | Lägst antal tittarröster | Lägst antal tittarröster | Lägst antal tittarröster |
| 30 november | Andreas Sjöberg          |                          |                          |

## Final
Den slutgiltiga finalen sändes den 7 december.
Eget val
1. Marie Picasso -  All by myself  (Eric Carmen/Celine Dion)
2. Amanda Jenssen -  Unchain my heart   (Joe Cocker)

Tittarnas val
1. Marie Picasso -  I'll be there  (Jackson 5)
2. Amanda Jenssen -  Suspicious Minds  (Elvis)

Vinnarlåten
1. Marie Picasso - This moment
2. Amanda Jenssen - This moment

Hela tävlingen vanns av Marie Picasso som fick 51,3 procent av de 1,6 miljoner tittarrösterna.

## Spinoffprogram

### Idol eftersnack
Idol Eftersnack var ett program på TV 400 som leddes av Doreen Månsson och Hannah Graaf. Programmet diskuterade framträdandena och juryns kritik dessutom är den senast utröstade idolen på plats och pratar om sin tid i programmet.

### Idol önskar god jul
Idol önskar god jul var ett musikprogram från 2007 där deltagarna i Idol 2007 framförde sina favoritjulsånger i musikvideor.
Melodier:
- Mattias Andréasson - Last Christmas (Wham!)
- Andreas Sjöberg - Hej, mitt vinterland (Linda Ulvaeus)
- Sam Hagberth, Patrizia Helander och Evelina Sewerin - Santa Claus Is Coming To Town (Tommy Dorsey)
- Anastasia Roobol och Gathania Holmgren - All I Want For Christmas Is You (Mariah Carey)
- Christoffer Hiding och Daniel Karlsson - I Heard the Bells on Christmas Day (trad.)
- Amanda Jenssen - White Christmas (Bing Crosby)